# Albi Doka
Albi Doka (Tirana, 1997. június 26. –) albán válogatott labdarúgó, a Skënderbeu játékosa, hátvéd.

## Pályafutása

### Klubcsapatokban
A Tirana saját nevelésű játékosa. 2017. február 1-jén mutatkozott be az első csapatban az FK Kukësi ellen 2–1-re megnyert kupamérkőzésen. 2020 nyarán szerződtette a horvát HNK Gorica csapata. 2022. február 11-én kölcsönbe került a magyar Budapest Honvéd csapatához vételi opcióval, amivel élt is a magyar csapat. 2023. június 19-én távozott Kispestről és visszatért nevelőegyesületéhez. 2024. január 30-án Újpestre igazolt. Szezon végén távozott a klubtól. Majd szabadúszóként leigazolta őt a Skënderbeu.

### A válogatottban
2017. június 5-én mutatkozott be az U21-es válogatottban Franciaország ellen. 2020. november 11-én a felnőttek között is debütált a Koszovó elleni barátságos mérkőzésen.

## Statisztika

### A válogatottban
2021. szeptember 8-i állapotnak megfelelően.
| Albánia  | Albánia         | Albánia |
| Év       | Pályára lépések | Gólok   |
| -------- | --------------- | ------- |
| 2020     | 3               | 0       |
| 2021     | 4               | 0       |
| 2022     | 0               | 0       |
| Összesen | 7               | 0       |

### Mérkőzései az albán válogatottban
| #  | Dátum               | Ellenfél         | Eredmény | Kiírás                 | Esemény |
| -- | ------------------- | ---------------- | -------- | ---------------------- | ------- |
| 1. | 2020. november 11.  | Koszovó          | 2 – 1    | Barátságos mérkőzés    | 86'     |
| 2. | 2020. november 15.  | Kazahsztán       | 3 – 1    | Nemzetek Ligája        | 67'     |
| 3. | 2020. november 18.  | Fehéroroszország | 3 – 1    | Nemzetek Ligája        |         |
| 4. | 2021. június 5.     | Wales            | 0 – 0    | Barátságos mérkőzés    | 46'     |
| 5. | 2021. június 8.     | Csehország       | 1 – 3    | Barátságos mérkőzés    | 71'     |
| 6. | 2021. szeptember 5. | Magyarország     | 1 – 0    | Világbajnoki selejtező | 78'     |
| 7. | 2021. szeptember 8. | San Marino       | 5 – 0    | Világbajnoki selejtező | 81'     |

## Sikerei, díjai
- Tirana
  - Albán bajnok: 2019–20
  - Albán kupa: 2016–17
  - Albán szuperkupa: 2017